# Capsaloides nairagi
Capsaloides nairagi är en plattmaskart. Capsaloides nairagi ingår i släktet Capsaloides och familjen Capsalidae. Inga underarter finns listade i Catalogue of Life.